# Homi Bhabha
Homi K. Bhabha, né le 6 mai 1949 à Bombay, est un professeur américain.

## Biographie
D'origine indienne, Homi Bhabha fait partie des élites sociales et intellectuelles de son pays d'origine. Après des études de littérature anglaise, il obtint un diplôme à l'université d'Oxford. Ensuite, il entame au cours des années 1960 et 1970 une carrière universitaire en Angleterre, puis aux États-Unis, tout en voyageant en Europe et en Asie. Il enseigne à Harvard depuis 2001 et vit principalement aux États-Unis.
Au côté d'autres penseurs comme Arjun Appadurai (à qui il est souvent associé ou comparé), il élabore une théorie postcoloniale influente en articulant les pensées de Jacques Derrida, de Jacques Lacan, de Michel Foucault et surtout, d'Edward Saïd. Dans son œuvre et ses articles, il articule plusieurs disciplines des sciences sociales et humaines, notamment la littérature anglaise, l'anthropologie, la sociologie, l'histoire, la géographie, la philosophie et la psychanalyse.
Son œuvre est très lue, critiquée et commentée par les jeunes anthropologues, ethnologues et sociologues des années 2000. Il est abondamment cité dans la littérature grise en langue anglaise, allemande, française, espagnole, portugaise ou italienne.
Ses deux principaux ouvrages sont traduits dans de nombreuses langues.
Avec Gayatri Chakravorty Spivak et Edward Saïd, Homi Bhabha fait partie de la triade des théoriciens et critiques postcoloniaux les plus influents sur la recherche contemporaine.

## Principales publications
- Nation and Narration (1990)
- Les lieux de la culture. Une théorie postcoloniale, Paris, Payot, 2007 (trad. par Françoise Bouillot de The Location of Culture)  (ISBN 978-2-228-90183-3)

## Distinctions
- Doctorat honoris causa de l'université Paris VIII-Vincennes—Saint-Denis (2009)[2].